# Pòssum ratllat de l'illa Fergusson
El pòssum ratllat de l'illa Fergusson (Dactylopsila tatei) és una espècie de marsupial de la família dels petàurids. És endèmic de Papua Nova Guinea. El seu hàbitat natural són els boscos secs tropicals o subtropicals.
Fou anomenat en honor del zoòleg estatunidenc George Henry Hamilton Tate.